# Natação artística no Campeonato Mundial de Esportes Aquáticos de 2019 - Rotina livre dueto misto
A prova da rotina livre dueto misto é um dos eventos da natação artística do Campeonato Mundial de Esportes Aquáticos de 2019 que foi realizada entre os dias 19 de julho e 20 de julho, em Gwangju, na Coreia do Sul. 

## Calendário
Horário local (UTC+9). 
| Fase          | Data        | Hora  |
| ------------- | ----------- | ----- |
| Eliminatórias | 19 de julho | 11:00 |
| Final         | 20 de julho | 17:00 |

## Medalhistas
| Ouro                                              | Prata                                      | Bronze                            |
| Rússia · Mayya Gurbanberdieva · Aleksandr Maltsev | Itália · Manila Flamini · Giorgio Minisini | Japão · Yumi Adachi · Atsushi Abe |

## Resultados
| Pos.              | Nacionalidade  | Nadadores                              | Eliminatória | Eliminatória | Final   | Final |
| Pos.              | Nacionalidade  | Nadadores                              | Pontos       | Pos.         | Pontos  | Pos.  |
| ----------------- | -------------- | -------------------------------------- | ------------ | ------------ | ------- | ----- |
| Medalha de ouro   | Rússia         | Mayya Gurbanberdieva Aleksandr Maltsev | 93.1000      | 1            | 92.9667 | 1     |
| Medalha de prata  | Itália         | Manila Flamini Giorgio Minisini        | 91.6000      | 2            | 91.8333 | 2     |
| Medalha de bronze | Japão          | Yumi Adachi Atsushi Abe                | 89.8000      | 3            | 90.4000 | 3     |
| 4                 | Estados Unidos | Natalia Vega Bill May                  | 87.8667      | 4            | 88.3000 | 4     |
| 5                 | Espanha        | Emma García Pau Ribes                  | 86.1333      | 5            | 86.3667 | 5     |
| 6                 | China          | Cheng Wentao Shi Haoyu                 | 85.7000      | 6            | 85.6667 | 6     |
| 7                 | Brasil         | Giovana Stephan Renan Souza            | 81.2333      | 7            | 81.2333 | 7     |
| 8                 | Colômbia       | Jennifer Cerquera Gustavo Sánchez      | 78.5667      | 8            | 78.7000 | 8     |
| 9                 | Uzbequistão    | Dinara Ibragimova Vyacheslav Rudnev    | 74.2333      | 9            | 74.4333 | 9     |
| 10                | Turquia        | Gökçe Akgün Rümeysa Ünal               | 70.2000      | 10           | 70.9000 | 10    |
| 11                | Austrália      | Danielle Kettlewell Ethan Calleja      | 68.9667      | 11           | 68.7000 | 11    |